# 今城定経
今城 定経 （いまき さだつね）は、江戸時代中期の公卿。権中納言・今城定淳の子。官位は正三位・権中納言。今城家2代。

## 官歴
『公卿補任』による
- 万治3年（1660年） 正月5日：叙爵（従五位下）
- 寛文4年（1664年） 11月9日：元服昇殿、従五位上
- 寛文8年（1668年） 正月6日：正五位下
- 寛文10年（1670年） 11月3日：右近衛少将
- 寛文12年（1672年） 正月6日：従四位下
- 延宝元年（1673年） 2月23日：右近衛中将
- 延宝5年（1677年） 正月5日：従四位上
- 延宝9年（1681年） 正月5日：正四位下
- 貞享5年（1688年） 2月14日：蔵人頭。3月4日：正四位上
- 元禄5年（1692年） 某日：参議
- 元禄6年（1693年） 2月11日：従三位
- 元禄8年（1695年） 12月10日：権中納言
- 元禄11年（1698年） 12月27日：正三位
- 元禄14年（1701年） 3月4日：辞権中納言
- 元禄15年（1702年） 2月26日：薨去（享年44）

## 系譜
- 父：今城定淳
- 母：松平光重の娘[1]
- 妻：池尻勝房の娘[1]
  - 男子：今城定種（1697-1748）[1]